# Volkstum

Deutsches Volkstum in aller Welt. Weltkarte mit NS-Propaganda aus dem Jahr 1938

Volkstum bezeichnet eine weltanschaulich, ethnisch oder kulturell begründete Gruppenidentität. Diese Identität wird entweder als Wesen bzw. Eigenart eines Volkes, einer Volksgruppe oder einer ethnischen Minderheit verstanden, wie sie empirisch wahrnehmbar ist, oder als utopisch-idealisierte Konstruktion in dem Sinne, dass die Zugehörigkeit zum als ethnisch homogen imaginierten Volkstum, unabhängig von allen Brüchen der Geschichte, als kontinuierlich gewachsen definiert wird. In diesem Verständnis ist Volkstum, ähnlich wie Volksgeist oder Volkscharakter, ein Geschichtsmythos, durch den sich eine Gruppe gegen andere abgrenzt, diese exkludiert oder abwertet.
Der Begriff wurde von deutschen Nationalisten im Kontext der Freiheitskriege geprägt und war ein Zentralbegriff der völkischen Bewegung und des Nationalsozialismus. In der NS-Zeit wurde er als Rechtfertigung der Volkstumspolitik des Regimes verwendet, mit der die Bevölkerung in den eroberten Gebieten in Ostmittel- und Osteuropa vertrieben oder ermordet wurde.

## Herkunft
Der als „Turnvater“ bekannte Friedrich Ludwig Jahn (1778–1852) (Deutsches Volksthum, 1810) gilt als Erfinder des Wortes. Er übersetzte damit die ihm als Fremdwort suspekte Bezeichnung Nation und definierte: 

„Es ist das Gemeinsame des Volks, sein innewohnendes Wesen, sein Regen und Leben, seine Wiedererzeugungskraft, seine Fortpflanzungsfähigkeit. Dadurch waltet in allen Volksgliedern ein volkstümliches Denken und Fühlen, […] Leiden und Handeln, […] Ahnen und Glauben. Das bringt alle die Menschen des Volks in der Viel- und Allverbindung mit den übrigen zu einer schönverbundenen Gemeinde.“

Laut dem Kulturwissenschaftler Wolfgang Emmerich schuf Jahn damit einen auf „alles und nichts passenden, ahistorisch-holistisch-organologischen Topos par excellence“. Der Begriff sei eine „irrationale Leerformel“ – in seiner Ankündigung des Buches hatte Jahn 1809 das Volkstum als „ein unnennbares Etwas“ bezeichnet, das sich in jedem Volke finde. Im Buch verlangte Jahn Bürgerrechte und Rechtsgleichheit für alle Deutschen, eine staatsbürgerliche Erziehung im nationalen Sinne und die Bildung eines deutschen Nationalstaats. Um dieses Ziel zu erreichen, müsse die deutsche Volkstümlichkeit bzw. „Deutschheit“ und der Selbststolz der Deutschen wiedererweckt werden. Gleichzeitig sprach er sich gegen die seines Erachtens verbreitete „Ausländerei“ aus und legte fest: „Haß alles Fremden ist des Deutschen Pflicht“. In durchaus rassistischer Weise polemisierte er gegen „Völkermischung“, da „Blendlingsvölker“ angeblich kein eigenes „volkstümliches Fortleben“ hätten. Vereinzelt finden sich in diesem Zusammenhang auch erste antijüdische Aussagen Jahns. In einem Brief polemisierte er dann gegen ein „neues volkstumsloses, jüdelndes und junkerndes Weltbürgertum“. Ernst Moritz Arndt (1769–1860) und Johann Gottlieb Fichte (1762–1814) veröffentlichten ähnliche Gedanken. Gegen diese Volkstumsideologie nahm der deutsche Schriftsteller Saul Ascher (1767–1822) 1815 in seiner Germanomanie Stellung. Das Buch wurde 1817 von nationalistischen Burschenschaftern beim Wartburgfest öffentlich verbrannt. Darüber, dass das deutsche Volkstum noch gar nicht existierte, sondern erst geschaffen werden musste, spottete Heinrich Heine 1843 in Deutschland. Ein Wintermärchen. Er erzählt dort von einem Reisegefährten, der meinte:
 Der Zollverein […]

Wird unser Volkstum begründen,

Er wird das zersplitterte Vaterland

Zu einem Ganzen verbinden.

Er gibt die äußere Einheit uns,

Die sogenannt materielle;

Die geistige Einheit gibt uns die Zensur,

Die wahrhaft ideelle.

## Bedeutungsentwicklung
Der Begriff Volkstum verbreitete sich im Verlauf des 19. Jahrhunderts rasch, wobei mehrere Bedeutungsnuancen auftraten. Laut dem Historiker Hans-Ulrich Wehler war er zunächst sozialromantisch konzipiert; später sei er von den Vorläufern des Nationalsozialismus „als rassisch fundierte Volksgemeinschaft umdefiniert“ worden. Die Sprachwissenschaftlerin Cornelia Schmitz-Berning unterscheidet einerseits Volkstum als Nationalität, also als rein äußerliche nationale Zugehörigkeit, andererseits als Bezeichnung der großen Masse des Volkes in ihrer jeweiligen Eigenart und Tradition. Die Mehrdeutigkeit des Wortes führte mitunter zu Kontroversen: Dem schon bei Jahn nachweisbaren Ausschluss der Juden aus dem deutschen Volkstum wurde etwa 1846 in der nationalliberalen Zeitschrift Die Grenzboten explizit widersprochen.
Auch in anderer Bedeutung wurde das Wort verwendet: Der Kulturhistoriker Wilhelm Heinrich Riehl (1823–1897), der die Volkskunde als empirische Wissenschaft etablierte, fasste unter Volkstum regionales Brauchtum und Dialekt zusammen. Die Zeitschrift der Internationalen Arbeiterassoziation Der Vorbote versuchte mit dem Gegensatzpaar Bürgertum und Volkstum die Fremdwörter Bourgeoisie und Proletariat zu ersetzen. In ähnlicher Weise versuchte der Lexikograf Daniel Sanders Volkstum im demokratischen Sinne als Antonym zu Königtum zu etablieren. Verwendungen in diesen Bedeutungen blieben aber selten.
Der Begriff ist im deutschen Sprachraum ganz spezifisch konnotiert. Fremdsprachige Entsprechungen wie englisch folk oder ethnicity treffen seinen Bedeutungsgehalt allenfalls annähernd. Volkstum und die anderen Komposita mit dem Bestimmungswort Volk- unterscheiden sich in ihrer Definition von ihren nächsten fremdsprachlichen Entsprechungen dadurch, dass sie als metaphysische Emanation oder als kulturell bzw. biologische Ganzheit gemeint sind, das dem Individuum mit seinen Rechten übergeordnet ist. Insofern ist Volkstum vorstaatlich: Das deutsche Volkstum deckt sich nie mit dem jeweiligen deutschen Staat.
Der deutsche Schriftsteller Bertolt Brecht (1898–1956) widmete dem Wort 1938 einen Essay, in dem er vor allen „Tümlichkeiten“ wie Brauchtum, Königstum, Heiligtum und eben auch Volkstum warnte, „die einen ganz besonderen, sakralen, feierlichen und verdächtigen Klang an sich“ hätten, den man nicht überhören dürfe. In „sogenannten poetischen Fassungen“ werde dem Volk „seine unveränderlichen Eigenschaften, seine geheiligten Traditionen, Kunstformen, Sitten und Gebräuche, seine Religiosität, seine Erbfeinde, seine unversiegbare Kraft und so weiter und so weiter“ zugeschrieben, wobei die realen Ausbeutungsverhältnisse innerhalb des Volks verdeckt würden.

## Kaiserreich
Im Kaiserreich wurde der Volkstumsbegriff im ethnischen Sinne zugespitzt. Der antisemitische Schriftsteller Julius Langbehn (1851–1907) zum Beispiel sah das deutsche Volkstum zuvörderst im Bauerntum verkörpert, ein Gedanke, den die Nationalsozialisten später zur Blut-und-Boden-Ideologie ausbauten. In einer antisemitischen Polemik unterstellte der Historiker Heinrich von Treitschke dem Judentum die „zersetzende Kraft eines Volkstums, das die Maske verschiedener Nationalität annimmt“. Die völkische Bewegung stellte den Begriff des Volkstums in den Mittelpunkt ihrer Ideologie: Sprache, Rasse, Religion und Raum wurden als „arteigene“ Merkmale eines Volkes konzipiert. Gesellschaft dachte man sich zunehmend biologistisch als homogenen (bzw. zu homogenisierenden), organischen Volkskörper, der im Sinne des Sozialdarwinismus seinen „Lebensraum“ (Friedrich Ratzel, 1844–1904) zu sichern und zu erweitern hätte. Diese Ideen verbanden sich mit Vorstellungen der Geopolitik und des Krieges als angeblich notwendigen Entscheidungskonflikts zwischen rivalisierenden Völkern. Der Ausschluss der Juden aus dem deutschen Volkstum war dabei eine zentrale Forderung der völkischen Bewegung in ihrem Streben nach ethnisch-kultureller Homogenisierung und „Rassereinheit“ der deutschen Gesellschaft. Im Zentrum dieser Volkstumsideologie sieht Wolfgang Emmerich die „Sehnsucht nach echter Gemeinschaft“, die die kapitalistische Gesellschaft des Kaiserreichs unbefriedigt gelassen habe. „Das Volk“ sei zu einem Wesen hypostasiert worden, das ganzheitlichen, organischen Gesetzen gehorche, also einer sozialen Hoffnung. Das nationalistische Moment sei demgegenüber sekundär gewesen.
Mit der Novellierung des Staatsbürgerschaftsrechts 1913 wurde das seit 1842 in Preußen geltende Abstammungsprinzip auf das gesamte Deutsche Reich ausgedehnt. Um Auswanderer nicht aus dem deutschen Volkstum zu verlieren, wurde ihnen erlaubt, die deutsche Staatsangehörigkeit beizubehalten. Hierfür hatten sich verschiedene Interessengruppen wie der Alldeutsche Verband starkgemacht. Der Geograph Paul Langhans (1867–1952) hatte 1906 die überhöhte Schätzung vorgelegt, die „Volkszahl der Deutschen“ weltweit läge bei insgesamt 95 Millionen, wovon nur 55,7 Millionen im Reich leben würden.

## Weimarer Republik
Nach der Novemberrevolution 1918 schrieb der sozialdemokratische Vorwärts: „Wir stehen am Anfange eines neuen, eines freien Volkstums“ – hier wurde das Wort noch einmal im nicht-ethnischen Sinne, sondern als Bezeichnung für die ganze Nation verwendet. Ähnlich auch Artikel 113 der Weimarer Verfassung, der den „fremdsprachigen Volksteilen des Reichs“ eine „freie, volkstümliche Entwicklung“ zusagte. Diesen pluralistischen Volksbegriff hatte der Zentrumsabgeordnete Adolf Gröber (1854–1919) gegen eine sprachliche, ethnische oder traditionelle Definition des Gesamtvolks durchgesetzt. In Artikel 148 wurde dagegen Bildung „im Geiste des deutschen Volkstums und der Völkerversöhnung“ als Ziel festgeschrieben, was die Soziologin Nora Räthzel als Indiz dafür ansieht, dass das deutsche Volk hier als homogene Einheit verstanden worden sei. Zwischen dieser Vorstellung und der „Anerkennung einer Pluralität des Volkes“ schwankte die Verfassung.
Oft wurde das Wort Volkstum während der Weimarer Republik im erstgenannten, ethnischen Sinn gebraucht. Nach dem Friedensvertrag von Versailles (1919) und der Auflösung Österreich-Ungarns lebten mehr als 10 Millionen Deutsche außerhalb der Grenzen des Reiches. Die Rechte dieser Auslandsdeutschen waren zwar durch die Bestimmungen der Völkerbundssatzung geschützt, aber in praxi nicht immer gewährleistet. Das Deutsche Reich bemühte sich diskret, das deutsche Volkstum im Ausland zu fördern und zu schützen, unter anderem durch Vereine wie den Verein für das Deutschtum im Ausland. Dadurch, dass das Volkstum zum Kriterium zur Zugehörigkeit gemacht wurde, umfasste das deutsche Staatsvolk in diesem nationalistisch-ethnischen Verständnis nicht nur Menschen mit deutscher, sondern auch mit anderer Staatsangehörigkeit. Verbunden damit war die Hoffnung auf eine nicht nur geistige, sondern auch politische Geschlossenheit des deutschen Volkstums in einem großdeutschen Nationalstaat.
Im Sinne des verbreiteten Revisionismus der Weimarer Zeit, mit dem der als ungerecht empfundene Friedensvertrag überwunden werden sollte, konstruierten Historiker wie Adolf Helbok (1883–1968), Hermann Aubin (1885–1969), Rudolf Kötzschke (1867–1949) und Hans Rothfels (1891–1976) eine „Volksgeschichte“, die sich vor allem vorgeblichen Interessen des deutschen Volkes verpflichtet sah. Der Begriff des „Volkes“ wurde dabei ethnisch und rassetheoretisch begriffen: Hier wurden Konzepte von „Volkstum“ mit „Volksboden“ und „Lebensraum“ verbunden, „Umsiedlungs“- und „Eindeutschungs“-Pläne entwickelt. Die Verschiebung des wissenschaftlichen Interesses von Staaten hin zum Volkstum, das mit dem Selbstbestimmungsrecht der Völker untermauert wurde, entfaltete in den kommenden Jahren mit Bezug auf die europäischen Grenzen eine erhebliche Sprengwirkung. Seit 1929 traten diese Forscher auch offen für die „Nationale Revolution“ und für einen Politikwechsel zur ethnischen Neuordnung Europas ein. Dabei bestimmten sie – auch auf zwei Historikertagen – weite Teile Osteuropas als Zone germanisch-deutscher Kulturausstrahlung.
In Kreisen der nichtnationalsozialistischen Rechtsintellektuellen, die später unter dem Begriff der Konservativen Revolution zusammengefasst wurden, spielte der Volkstumsbegriff eine wichtige Rolle. Eine ihrer Zeitschriften hieß Deutsches Volkstum. Monatsschrift für das deutsche Geistesleben. Ihr Chefredakteur Wilhelm Stapel (1882–1954) erklärte die Ansicht Hegels, wonach die Menschen ihr Volkstum allmählich zugunsten der Einigung in der gemeinsamen Menschheit überwinden müssten, in Antisemitismus und Antigermanismus 1928 für „wunderliches Fehldenken, vor welchem nur der gesichert ist, der Sinn für Wirklichkeit hat“. Der jungkonservative Theoretiker Edgar Julius Jung (1894–1934) verwendete den Begriff des Volkstums statt den der Rasse, den er wissenschaftlich für zu wenig untermauert hielt. Bei ihm wie auch bei vielen anderen Autoren, die während der Zeit der Weimarer Republik ein klar unterscheidbares deutsches Volkstum propagierten, hat der Begriff eine antisemitische Stoßrichtung, da er die Juden in Deutschland explizit oder implizit daraus ausschloss.
Im aufkommenden Nationalsozialismus wurde das einheitliche, die individuelle Freiheit und Selbstverwirklichung aufhebende Volkstum dann erneut zur politischen Aktionsforderung mit dem Ziel einer Nationalen Revolution. Im 25-Punkte-Programm der NSDAP von 1920 forderte die Partei zunächst nur den „Zusammenschluß aller Deutschen auf Grund des Selbstbestimmungsrechtes der Völker zu einem Groß-Deutschland“. Dies wurde im In- und Ausland als harmlose Forderung angesehen.
Adolf Hitler (1889–1945) erklärte 1923 in einer Rede, alle „wirklichen Werte menschlicher Kultur“ habe das „Volkstum“ geschaffen, nicht der Internationalismus, den er als Teil einer jüdischen Weltverschwörung identifizierte. In Mein Kampf schrieb er 1925, „das Volkstum, besser die Rasse“, liege „nicht in der Sprache […], sondern im Blute.“ Daher sprach er sich gegen alle Versuche aus, Nichtdeutsche einzudeutschen: Eine Germanisierung sei eigentlich eine „Entgermanisierung“. Damit distanzierte er sich von dem verbreiteten Sprachnationalismus, der im Gefolge von Arndts Was ist des Deutschen Vaterland? die Sprache als unverfälschten Ausdruck des Volkscharakters ansah. Eine Eindeutschung unterworfener Völker war für Hitler nicht möglich, ihnen blieb nur Vertreibung, Versklavung oder Vernichtung. Alfred Rosenberg (1893–1946), der führende Ideologe der NSDAP, stellte in seinem Mythus des 20. Jahrhunderts den Volkstumsbegriff ins Zentrum seiner rassistischen Ideologie:

„Die Rassenseele ist nicht mit Händen greifbar und doch dargestellt im blutgebundenen Volkstum, gekrönt und gleichnishaft zusammengeballt in den großen Persönlichkeiten, die schöpferisch wirkend einen Kulturkreis erzeugen, der wiederum von Rasse und Rassenseele getragen wird. Diese Ganzheit ist nicht nur ,Geist', sondern Geist und Wille, also eine Lebenstotalität. Die ,Ausgliederungsfülle' des Volkstums wird hiermit organisch auf ihre blutseelischen Urgründe zurückgeführt.“

1930 bildete die NSDAP in Thüringen gemeinsam mit dem Thüringer Landbund eine Koalitionsregierung unter dem konservativen Politiker Erwin Baum. Die Regierung gab einen von dem nationalsozialistischen Publizisten Hans Severus Ziegler (1893–1978) formulierten Erlass gegen Jazzmusik heraus: „Wider die Negerkultur, für deutsches Volkstum“. Am Ende der Weimarer Republik wurde der Begriff des Volkstums schließlich fast ausschließlich im rassistischen Sinne verwandt.

## Zeit des Nationalsozialismus
In der Zeit des Nationalsozialismus wurde der Begriff des Volkstums zusätzlich mit Blut und Boden assoziiert. Die Volkstumspolitik änderte sich zunächst aber kaum. Hitler überließ sie seinem Stellvertreter Rudolf Heß, der sich bemühte, die außenpolitische und ökonomische Absicherung des Regimes nicht durch irredentistische Forderungen zu stören. Ab 1937 wurden die Vertreter der bürgerlichen Volkstumspolitik jedoch kaltgestellt. Für die Auslandsdeutschen war nunmehr die Volksdeutsche Mittelstelle zuständig. Nach Ausbruch des Zweiten Weltkriegs wurde SS-Führer Heinrich Himmler am 7. Oktober 1939 zum Reichskommissar für die Festigung deutschen Volkstums bestellt. Damit änderte sich der Charakter der deutschen Volkstumspolitik radikal hin zu einer brutalen Vertreibungs- und Germanisierungspolitik, die, wie Lothar Kettenacker konstatiert, „von derselben menschenverachtenden […] Gesinnung geprägt war wie die Genozidpolitik“ der Nationalsozialisten.
In der Wissenschaft wurde Volkstum nach der „Machtergreifung“ aggressiv gedeutet. Verschiedene völkisch und volkstumspolitisch orientierte inner- und außeruniversitäre Fachbereiche verbanden sich zu fächerübergreifenden „Forschungsgemeinschaften“. Besonders die Nord- und Ostdeutsche Forschungsgemeinschaft (NOFG), in der auch die „Volksgeschichte“ und die „Ostforschung“ integriert waren, verband sich eng mit NS-Staat und NSDAP. Ihre zuvor als Spezialdisziplinen betrachteten Programme bekamen staatliche Rückendeckung und Entfaltungsmöglichkeiten. Der Begriff des „eigenständigen Volkstums“ wurde in „Volksgenossen“ und zu entfernende „Volksfeinde“ unterteilt; damit wurde die zuvor konzipierte Revisionspolitik stärker auf rassistische und kriegerische Lösungen hin orientiert. Nationalsozialisten schalteten die wichtigen Organisationen Volksbund für das Deutschtum im Ausland und Deutsches Ausland-Institut in Stuttgart gleich.
Diese rassistisch verschärfte Volkstumspolitik begann 1939 mit der Zerschlagung der Tschechoslowakei und dem deutschen Überfall auf Polen: Volksdeutsche wie die Deutsch-Balten und die Südtiroler wurden umgesiedelt, Juden und „Anteile fremden Volkstums“ wurden vertrieben, im besetzten Polen, in der Ukraine und in Nordfrankreich konnten sich Bewohner in die Deutsche Volksliste eintragen lassen. Die Volksliste griff eine Definition für die Zugehörigkeit zum deutschen Volk auf, die das Reichsministerium des Innern am 29. März 1939 erlassen hatte:

„Deutscher Volkszugehöriger ist, wer sich selbst als Angehöriger des deutschen Volkes bekennt, sofern dieses Bekenntnis durch bestimmte Tatsachen wie Sprache, Erziehung, Kultur usw. bestätigt wird. Personen artfremden Blutes, insbesondere Juden, sind niemals deutsche Volkszugehörige, auch wenn sie sich bisher als solche bezeichnet haben.“

Die Verordnung zur Einführung der Deutschen Volksliste, die am 4. März 1941 erlassen wurde, war laut dem Historiker Dieter Gosewinkel die „Basiskodifikation des rechtlichen ‚Volkstumskampfs‘ im Zweiten Weltkrieg“: In den annektierten Gebieten experimentierten die Nationalsozialisten, wie sie „deutsche Volkszugehörige“ und „Fremdvölkische“ selektieren könnten. Dabei gingen die Meinungen durchaus auseinander: Das Reichsinnenministerium wollte möglichst viele Polen in deutsche Staatsangehörigkeit aufnehmen und sie dementsprechend als Volksgruppe „artverwandten Blutes“ einstufen. Himmler und die Parteiorganisationen der NSDAP setzten dagegen in der Verordnung über die Deutsche Volksliste einen scharfe Abgrenzungskurs durch. Kernkriterien des Volkstumsnachweises waren demnach das „Bekenntnis zum deutschen Volkstum“, die „Abstammung“ und die „rassische Eignung“. Diese Kriterien ließen örtlichen SS-Offizieren einen weiten Spielraum. Ein gleiches Recht auf Entfaltung ihres „Volkstums“ wurde den Bewohnern der eroberten Gebniete rundweg abgesprochen. Die NS-Juristen Wilhelm Stuckart (1902–1953) und Rudolf Schiedermair (1909–1991) befanden 1941 in ihrem Werk Neues Staatsrecht II: Die Errichtung des Großdeutschen Reiches:

„Das polnische Volk ist der grundsätzlichen Auffassung, die der Nationalsozialismus gegenüber fremdem Volkstum einnimmt und die darin besteht, fremdes Volkstum zu achten und dessen Eigenentwicklung anzuerkennen, nicht würdig.“

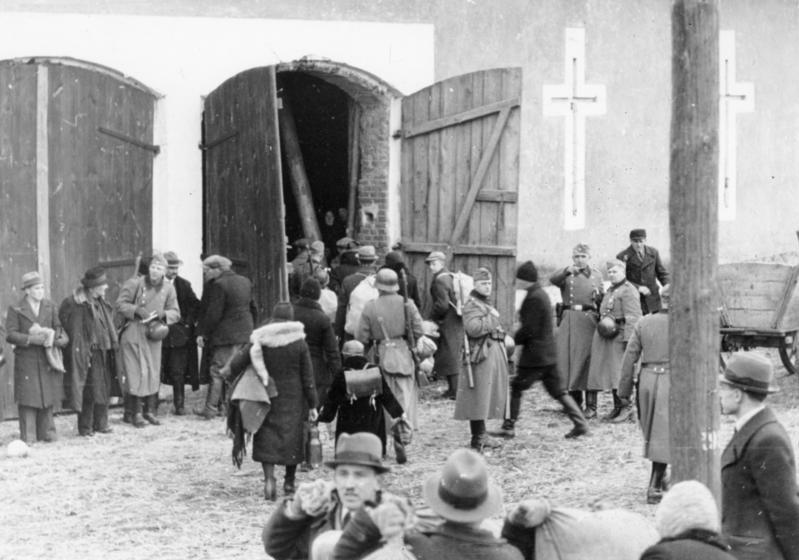
„Aussiedlung“ von Polen aus dem Warthegau 1939

Der Generalplan Ost, an dem das Reichskommissariat für die Festigung deutschen Volkstums eine Planungsgruppe im Reichssicherheitshauptamt von 1940 bis 1942 arbeiteten, sah die Umvolkung großer Landstriche in den eroberten Gebieten vor (Lebensraum im Osten): 37 bis 45 Millionen Juden und Slawen sollten versklavt oder ermordet werden. Gleichzeitig sollten langfristig zehn Millionen Deutschen in den dann menschenleeren Gebieten abgesiedelt werden. Himmler kündigte am 4. Oktober 1943 in seiner Posener Rede vor SS-Gruppenführern an, gemeinsam mit Staatssekretär Herbert Backe vom Reichsministerium für Ernährung und Landwirtschaft eine Siedlungspolitik im Osten zu treiben, „großzügig, ohne jede Hemmung, ohne jedes Fragen nach irgendwelchem Althergebrachten, mit Schwung und revolutionärem Drang“, durch die „in 20 Jahren die Volkstumsgrenze um 500 Kilometer nach Osten“ herausgeschoben werde. Die „Endlösung der Judenfrage“, das heißt, die Vernichtung aller Juden in Europa, wie sie im Januar 1942 auf der Wannsee-Konferenz beraten wurde, war ein Teil dieses gewaltigen Umsiedlungsprogramms.

## Seit 1945
Nach 1945 wurde der Begriff in seinem politischen Sinn in der Bundesrepublik Deutschland als Ausdruck nationalistischer Ideologie meist vermieden und durch andere Begriffe ersetzt. In § 130 StGB (Volksverhetzung) wurde er 2011 durch „ethnische Herkunft“ ersetzt. In Gesetzen zur Volkszugehörigkeit findet er allerdings nach wie vor Verwendung. Nach § 6 des Bundesvertriebenengesetzes (BVFG) aus dem Jahr 1953 ist deutscher Volkszugehöriger, „wer sich in seiner Heimat zum deutschen Volkstum bekannt hat, sofern dieses Bekenntnis durch bestimmte Merkmale wie Abstammung, Sprache, Erziehung, Kultur bestätigt wird.“
Laut Nora Räthzel unterscheidet sich die Definition des BVFG sich von denen aus der NS-Zeit lediglich durch die fehlende Exklusion von Personen „artfremden Blutes“. In beiden Definitionen stelle Abstammung ein „bestimmtes Merkmal“ der Volkszugehörigkeit dar. Mit Blick darauf, dass die Vorfahren der so als Volksdeutsche klassifizierten Menschen teilweise bereits vor mehreren Jahrhunderten ausgewandert seien, erhalte dieses Merkmal „die gleiche mythische Qualität wie der Begriff des ‚Blutes‘ ihn hat.“ Das Bundesverwaltungsgericht urteilte am 16. Dezember 1981, dass das vom BVFG geforderte Bekenntnis zum deutschen Volkstum aktiv und willentlich erfolgt sein müsse. Dies spiegelte sich in der verbreiteten Praxis der Behörden, nach Zugehörigkeit zur Wehrmacht, zur SA oder SS zu fragen, was aber der Richtlinie des Bundesinnenministerium vom 20. Februar 1980 zuwiderlief. Darin hieß es, dass das deutsche Volkstum sei „als nationalgeprägte Kulturgemeinschaft zu verstehen“ sei. „Dieses Bewußtsem von der Zugehörigkeit zu einer politischen, insbesondere nationalsozialistischen Organisation abhängig zu machen, stellt […] eine unzulässige Eingrenzung dar.“
Die universitäre Volkskunde stand bis in die 1970er Jahre ungebrochen in der Tradition der nationalen und sozial integrativen Volkstumsideologie. 1970 erklärte der Volkskundler Karl Veit Riedel (1932–1994), Volkstum sei einer der Begriffe, „ohne die man kaum auskommen kann“. Nach heftigen innerdisziplinären Auseinandersetzungen wurde das Fach Volkskunde vielerorts umbenannt in Europäische Ethnologie.
1981 wurde das Wort Volkstum im rassistischen Sinne im ausländerfeindlichen Heidelberger Manifest verwendet. Die Deutsche Burschenschaft, aus deren Milieu viele Mitglieder der Neuen Rechten kommen, verlangt von ihren Mitgliedern ein Bekenntnis zum deutschen Volkstum und politischen Einsatz für dessen freie Entfaltung.